# Bottle Creek
Bottle Creek är en ort i Australien. Den ligger i kommunen Kyogle och delstaten New South Wales, i den sydöstra delen av landet, omkring 580 kilometer norr om delstatshuvudstaden Sydney. Orten hade 22 invånare år 2016.
Runt Bottle Creek är det mycket glesbefolkat, med 2 invånare per kvadratkilometer.. Närmaste större samhälle är Mummulgum, omkring 16 kilometer sydost om Bottle Creek.
I omgivningarna runt Bottle Creek växer i huvudsak städsegrön lövskog. Genomsnittlig årsnederbörd är 1 387 millimeter. Den regnigaste månaden är januari, med i genomsnitt 260 mm nederbörd, och den torraste är oktober, med 36 mm nederbörd.